# Maison située 1 rue Karadžićeva à Zaječar
La maison située 1 rue Karadžićeva à Zaječar (en serbe cyrillique : Грађанска кућа у Ул. Караџићевој 1 у Зајечару ; en serbe latin : Građanska kuća u Ul. Karadžićevoj 1 u Zaječaru) se trouve à Zaječar et dans le district de Zaječar, en Serbie. Elle est inscrite sur la liste des monuments culturels protégés de la République de Serbie (identifiant no SK 1000),.

## Présentation
La partie sur cour de la maison a été construite après 1920, tandis que le reste est un peu plus ancien.

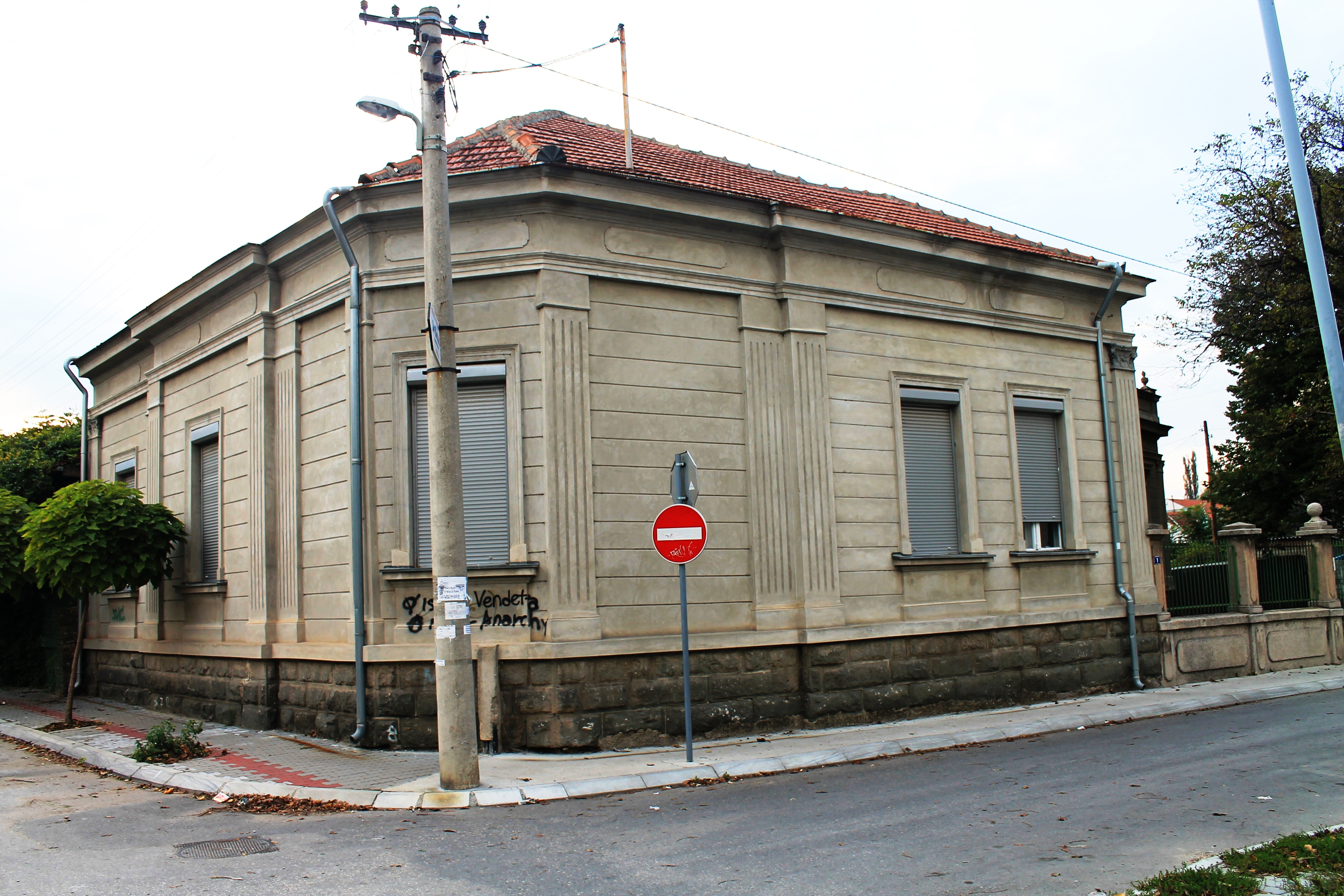
Autre vue de la maison.